# Violación conyugal
La violación conyugal consiste en la relación sexual sin el consentimiento de un cónyuge. La falta de consentimiento es el elemento esencial y no necesita involucrar violencia. La violación conyugal se considera una forma de violencia doméstica y abuso sexual. Aunque, históricamente, las relaciones sexuales dentro del matrimonio se consideraban un derecho de los cónyuges, participar en el acto sin el consentimiento del cónyuge ahora es ampliamente reconocido por la ley y la sociedad como algo incorrecto y como un crimen. Es reconocido como violación por muchas sociedades en todo el mundo, repudiado por convenciones internacionales y cada vez más criminalizado.
Las cuestiones de la violencia sexual y doméstica dentro del matrimonio y la unidad familiar, y más específicamente, la cuestión de la violencia contra la mujer, han recibido una creciente atención internacional desde la segunda mitad del siglo XX. Aun así, en muchos países, la violación conyugal permanece fuera de la ley penal, o es ilegal pero ampliamente tolerada. Rara vez se aplican las leyes, debido a factores que van desde la reticencia de las autoridades a perseguir el delito hasta la falta de conocimiento público de que las relaciones sexuales en un matrimonio sin consentimiento son ilegales.
La violación conyugal es experimentada por las mujeres, bajo condiciones machistas y en el seno del hogar. La violación conyugal es a menudo una forma crónica de violencia para la víctima que tiene lugar dentro de relaciones abusivas. Existe en una compleja red de gobiernos estatales, prácticas culturales e ideologías sociales que se combinan para influir en cada instancia y situación distintas de diversas maneras. La renuencia a criminalizar y enjuiciar la violación marital se ha atribuido a los puntos de vista tradicionales sobre el matrimonio, interpretaciones de doctrinas religiosas, ideas sobre la sexualidad masculina y femenina, y las expectativas culturales de subordinación de una esposa a su esposo, puntos de vista que siguen siendo comunes en muchos partes del mundo. Estos puntos de vista sobre el matrimonio y la sexualidad comenzaron a cuestionarse en la mayoría de los países occidentales desde la década de 1960 y 1970, especialmente por el feminismo de la segunda ola, lo que llevó al reconocimiento del derecho de la mujer a la autodeterminación (es decir, control) de todos los asuntos relacionados con su cuerpo y el retiro de la exención o defensa de la violación marital.
La mayoría de los países penalizaron la violación conyugal desde fines del siglo XX en adelante; muy pocos sistemas legales permitieron el enjuiciamiento de una violación dentro del matrimonio antes de los años setenta. La penalización se ha producido de diversas maneras, incluida la eliminación de las exenciones reglamentarias de las definiciones de violación, decisiones judiciales, referencia legislativa explícita en la legislación que impide el uso del matrimonio como defensa o la creación de un delito específico de violación conyugal. En muchos países, aún no está claro si la violación en el matrimonio está cubierta por las leyes ordinarias de violación, pero en algunos casos puede estar cubierta por leyes generales que prohíben la violencia, como las leyes de agresión y lesiones.

## Historia
Uno de los orígenes del concepto de exención conyugal de las leyes de violación (la regla de que un marido no puede ser acusado de la violación de su esposa) es la idea de que, por matrimonio, una mujer da su consentimiento irrevocable para que su marido tenga relaciones sexuales con ella en cualquier momento donde él lo exija. Este punto de vista fue descrito por Sir Matthew Hale (1609-1676) en History of the Pleas of the Crown, publicado póstumamente en 1736, donde escribió que "El marido no puede ser culpable de una violación cometida por él mismo contra su esposa legal, porque su mutuo consentimiento y contrato, la esposa se ha entregado de esta manera a su esposo, que no puede retractarse". Además, las leyes estadounidenses e inglesas se suscribieron hasta el siglo XX al sistema de coverture, es decir, una doctrina legal según la cual, después del matrimonio, los derechos legales de una mujer eran subsumidos por los de su esposo. La implicación era que una vez unificado por matrimonio, ya no se podía acusar a un cónyuge de violar a su cónyuge más que a ser acusado de violarse a sí mismo. En los EE. UU., la subordinación legal de la esposa a su marido terminó por completo con el caso Kirchberg v. Feenstra, 450 US 455 (1981), un caso de la Corte Suprema de los Estados Unidos en el cual la Corte sostuvo que una ley de Luisiana que le daba el control exclusivo de la propiedad conyugal al marido era inconstitucional.
El matrimonio se entendía tradicionalmente como una institución donde el marido tenía control sobre la vida de su esposa; el control sobre su sexualidad era solo una parte del mayor control que tenía en todas las demás áreas que le concernían. El control de un marido sobre el cuerpo de su esposa también se podía ver en la forma en que se construyó el adulterio entre una esposa y otro hombre; por ejemplo, en 1707, el presidente del magistrado inglés John Holt describió el acto de un hombre que tiene relaciones sexuales con la esposa de otro hombre como "la más alta invasión de la propiedad". Por esta razón, en muchas culturas hubo una combinación entre los crímenes de violación y adulterio, ya que ambos fueron vistos y entendidos como una violación de los derechos del marido. La violación como crimen se construyó como un delito contra la propiedad de un padre o esposo, no como un crimen contra el derecho de la mujer a la autodeterminación.
La propiedad que debía retenerse en una mujer era su virginidad; esta era la mercancía. Siguiendo esta línea de lógica, una mujer era (y sigue siendo en muchas culturas en todo el mundo) la primera propiedad de su padre, y luego, al casarse, la propiedad de su marido. Por lo tanto, un hombre no podría ser procesado por violar a su propia esposa porque ella era su posesión. Sin embargo, si otro hombre violaba a la esposa de alguien, esto era esencialmente robar propiedad (una sexualidad femenina). En las costumbres inglesas, se pensaba que la "captura de novia" (un hombre que reclamaba a una mujer por violación) robaba la propiedad de un padre al violar a su hija. Por lo tanto, las leyes de violación fueron creadas para "... proteger los intereses de propiedad que los hombres tenían en sus mujeres, no para proteger a las mujeres mismas". Este concepto de la mujer como propiedad impregna la ideología actual y las leyes de violación marital en todo el mundo.
En algunas culturas, el matrimonio es concertado con el propósito de crear acceso a la procreación. En estas situaciones, las partes no necesariamente aceptan el matrimonio (en el caso del matrimonio forzado). Siguiendo esta lógica, si el consentimiento no es parte del matrimonio, entonces no es necesario para el coito. La autonomía de la esposa también a menudo se ve comprometida en las culturas donde se paga el precio de la novia o dote. Según el derecho consuetudinario en ciertas partes de África, no se prohibió el sexo forzado en el matrimonio, aunque se reconoció el derecho a rechazar el sexo en que algunas circunstancias específicas, como durante el embarazo avanzado, inmediatamente después del parto, durante la menstruación o durante el luto por un pariente cercano fallecido.
Hasta las últimas décadas, la violación ha sido entendida como un crimen contra el honor y la reputación, no solo en la legislación nacional, sino también en el derecho internacional; por ejemplo, según el artículo 27 del Cuarto Convenio de Ginebra, "las mujeres estarán especialmente protegidas contra cualquier ataque a su honor, en particular contra la violación, la prostitución forzada o cualquier forma de atentado al pudor". No fue sino hasta la década de 1990 que el estatuto de la CPI reconoció los crímenes de violencia sexual como crímenes violentos contra la persona; "Hasta el último medio siglo, la violación no se entendió como una ofensa contra la mujer, contra su dignidad, en lugar de contra el honor de su familia o de su esposo".

## Aspectos legales

### La crítica feminista en elsigloXIX
Desde los inicios del movimiento feminista del siglo XIX, los activistas desafiaron el presunto derecho de los hombres a tener relaciones sexuales forzadas con sus esposas. En los Estados Unidos, "el movimiento por los derechos de la mujer del siglo XIX luchó contra el derecho del marido a controlar las relaciones maritales en una campaña notablemente desarrollada, prolífica e insistente, dados los tabúes del siglo XIX contra la mención pública del sexo o la sexualidad". Sufragistas como Elizabeth Cady Stanton y Lucy Stone "señalaron el derecho de la mujer a controlar las relaciones maritales como el componente central de la igualdad". Feministas liberales británicas como John Stuart Mill y Harriet Taylor atacaron la violación conyugal como un doble estándar en la ley y como elemento central de la subordinación de la mujer.
Los defensores del Movimiento de Amor Libre, incluidas las primeras anarco-feministas como Voltairine de Cleyre y Emma Goldman, así como Victoria Woodhull, Thomas Low Nichols y Mary S. Gove Nichols, se unieron a una crítica de la violación marital para defender la autonomía y la sexualidad de las mujeres. Moses Harman, editor y defensor de los derechos de las mujeres en Kansas, fue encarcelado dos veces por publicar artículos (por una mujer que fue victimizada y un médico que trató a sobrevivientes de violación en el matrimonio) denunciando la violación marital. De Cleyre defendió a Harman en un artículo bien conocido, "Esclavitud sexual". Ella se negó a establecer ninguna distinción entre la violación fuera y dentro del matrimonio: "Y eso es violación, cuando un hombre se obliga sexualmente a una mujer, ya sea que esté autorizado por la ley matrimonial para hacerlo o no".
Bertrand Russell (galardonado con el Premio Nobel de Literatura de 1950) en su libro Marriage and Morals (1929) deploró la situación de las mujeres casadas. Escribió: "El matrimonio es para la mujer el modo más común de ganarse la vida, y la cantidad total de relaciones sexuales no deseadas que sufren las mujeres es probablemente mayor en el matrimonio que en la prostitución".

### Criminalización de los siglosXXyXXI

Violación conyugal criminalizada
Violación conyugal no criminalizada
La 'violación conyugal' no está tipificada como delito, pero el sexo conyugal forzado sigue siendo punible.
Estatus legal poco claro

La exención o defensa de la violación conyugal se consideró con el tiempo más ampliamente como incompatible con los conceptos en desarrollo de los derechos humanos y la igualdad. Las feministas trabajaron sistemáticamente desde la década de 1960 para anular la exención por violación marital y criminalizar la violación marital. El aumento de la criminalización de la violación conyugal forma parte de una reclasificación mundial de delitos sexuales "por delitos contra la moral, la familia, las buenas costumbres, el honor o la castidad ... a los delitos contra la libertad, la autodeterminación o la integridad física". En diciembre de 1993, el Alto Comisionado de las Naciones Unidas para los Derechos Humanos publicó la Declaración sobre la eliminación de la violencia contra la mujer. Esto establece la violación marital como una violación de los derechos humanos.
Se reconoce cada vez más que la importancia del derecho a la autodeterminación sexual de las mujeres es crucial para los derechos de las mismas. En 2012, la Alta Comisionada para los Derechos Humanos, Navi Pillay, declaró que:

"Las violaciones de los derechos humanos de las mujeres a menudo están vinculadas a su sexualidad y función reproductiva. (...) En muchos países, las mujeres casadas no pueden negarse a tener relaciones sexuales con sus maridos y, a menudo, no tienen voz para usar anticonceptivos. (...) Asegurar que las mujeres tengan plena autonomía sobre sus cuerpos es el primer paso crucial para alcanzar la igualdad sustantiva entre mujeres y hombres. Cuestiones personales, como cuándo, cómo y con quién eligen tener relaciones sexuales, y cuándo, cómo y con qué a quien eligen tener hijos, están en el corazón de vivir una vida digna ".

Además, el Artículo 2 de la Convención Interamericana para prevenir, sancionar y erradicar la violencia contra la mujer (Convención Belém do Pará) (1994) de la Organización de Estados Americanos no contenía ninguna exención por violación conyugal, que todavía era legal en varios países de las Américas.
A pesar de estas tendencias y los movimientos internacionales, la criminalización no ha ocurrido en todos los Estados miembros de la ONU. La determinación de la situación penal de violación conyugal puede ser un reto, ya que, mientras que algunos países penalizan explícitamente el acto (estipulando en sus leyes de violación que el matrimonio no es una defensa a un cargo de violación, o mediante la creación de un delito específico de violación marital ; o, de lo contrario, al tener disposiciones legales que establecen expresamente que un cónyuge puede ser acusado de la violación de su cónyuge) y otros países explícitamente muestran a los cónyuges como exentos (mediante la definición de violación como una relación sexual forzada fuera del matrimonio, o la relación sexual forzada con una mujer que no es la esposa del perpetrador, o al estipular en sus disposiciones sobre violación que el matrimonio es una defensa a una acusación de violación), en muchos países las leyes ordinarias de violación no mencionan el tema (es decir, no abordan el problema de una manera u otra) -en tales casos, para determinar si la violación en el matrimonio está cubierta por las leyes ordinarias de violación, se debe analizar si existen decisiones judiciales a este respecto; y las definiciones anteriores de la ley también son importantes (por ejemplo, si existía anteriormente una exención legal que los legisladores eliminaron con el propósito de incluir implícitamente la violación dentro del matrimonio).
En 2006, el estudio en profundidad del Secretario General de las Naciones Unidas sobre todas las formas de violencia contra la mujer afirmó que (página 113):

"La violación conyugal puede ser enjuiciada en al menos 104 Estados. De estos, 32 han convertido la violación conyugal en un delito penal específico, mientras que los 74 restantes no eximen la violación conyugal de las disposiciones generales sobre violación. La violación conyugal no es un delito perseguible en al menos 53 Estados: cuatro Estados penalizan la violación conyugal solo cuando los cónyuges están separados judicialmente. Cuatro estados están considerando legislación que permitiría enjuiciar a la violación conyugal".

En 2011, el reporte Progress of the World's Women:In Pursuit of Justice de ONU Mujeres declaró que (página 17):

"En abril de 2011, al menos 52 Estados habían prohibido explícitamente la violación conyugal en su código penal".

Tradicionalmente, la violación era un delito que solo podía cometerse fuera del matrimonio, y los tribunales no aplicaban los estatutos de violación a los actos de sexo forzado entre cónyuges. Con las cambiantes visiones sociales y la condena internacional de la violencia sexual en el matrimonio, los tribunales han comenzado a aplicar las leyes de violación en el matrimonio. La aplicación actual en muchos países de leyes de violación a los cónyuges no está clara actualmente, ya que en muchos países las leyes no se han probado recientemente en el tribunal. En algunos países, especialmente las jurisdicciones que han heredado el Código Penal indio de 1860 (como Singapur, India, Bangladés, Sri Lanka, Birmania) y algunos países de la región caribeña del Commonwealth, las leyes eximen explícitamente a los cónyuges del enjuiciamiento (por ejemplo, bajo 1860 Código Penal indio, que también ha sido heredado por otros países de la región, la ley sobre la violación establece que "las relaciones sexuales de un hombre con su propia esposa no son violaciones").
Un ejemplo de un país donde la ley de violación explícitamente excluye a un marido como posible perpetrador es Etiopía; su ley de violación establece: "Artículo 620 - Violación: Quien obligue a una mujer a someterse a relaciones sexuales fuera del matrimonio, ya sea mediante el uso de violencia o intimidación grave, o después de haberla hecho inconsciente o incapaz de resistencia, se castiga con prisión rigurosa de cinco años a quince años". Otro ejemplo es Sudán del Sur, donde la ley establece: "Las relaciones sexuales de una pareja casada no son violación, en el sentido de esta sección" (Art 247). Por el contrario, un ejemplo de país donde la ley de violación penaliza explícitamente la violación conyugal es Namibia. La Ley de Lucha contra la Violación (N.º 8 de 2000) establece que: "Ningún matrimonio u otra relación constituirá una defensa a una acusación de violación en virtud de esta Ley". Un ejemplo de jurisdicción donde la violación conyugal es un delito distinto es Bután, donde la "violación conyugal" se define en el artículo 199 que dice: "Un acusado será culpable de violación conyugal, si el acusado mantiene relaciones sexuales con su propio cónyuge sin consentimiento o en contra de la voluntad del otro cónyuge ".
En 1986, en Europa, hubo presión internacional para criminalizar la violación conyugal: la Resolución del Parlamento Europeo sobre la violencia contra las mujeres de 1986 exigía su criminalización. Esto fue reiterado por la Recomendación Rec (2002) 5 del Comité de Ministros a los Estados miembros sobre la protección de las mujeres contra la violencia (ver el párrafo 35). Esta recomendación proporcionó pautas detalladas sobre cómo debería operar la legislación sobre violencia doméstica, violación y otras formas de violencia contra la mujer. También proporcionó una definición de violencia contra la mujer y proporcionó una lista de ejemplos no exhaustivos, incluida la violación en el matrimonio (véase la sección "Definición", párrafo 1). Aunque el enfoque sobre el tema de la violencia contra la mujer ha variado significativamente entre los países europeos, la opinión tradicional de que los actos de violencia contra una mujer son crímenes contra el honor y la moralidad, y no contra la autodeterminación de la mujer, prevaleció aún en la década de 1990 en muchos países. La recomendación anterior establece que los Estados miembros deben "garantizar que el derecho penal estipule que cualquier acto de violencia contra una persona, en particular violencia física o sexual, constituye una violación de la libertad e integridad física, psicológica y / o sexual de esa persona, y no únicamente una violación de la moral, el honor o la decencia" (párrafo 34). El enfoque sobre violencia sexual y otras formas de violencia contra las mujeres en países europeos específicos no necesariamente refleja los derechos de las mujeres en otras áreas de la vida (como la vida pública o política) en esos países: de hecho, algunos países conocidos por sus derechos de avanzada, tales como Finlandia y Dinamarca, han recibido fuertes críticas por sus políticas en esta área. Un informe de 2008 elaborado por Amnistía Internacional describió las leyes danesas sobre violencia sexual como "incompatibles con los estándares internacionales de derechos humanos", lo que llevó a Dinamarca a reformar su legislación sobre delitos sexuales en 2013. Las causas de la tolerancia, en la ley o en la práctica, de la violencia sexual dentro del matrimonio son complejas; la falta de comprensión del concepto de consentimiento y coerción debido a la falta de educación sexual y el debate público sobre la sexualidad a menudo se citan como causas de abuso sexual en general.
Los países que deciden ratificar el Convenio del Consejo de Europa sobre prevención y lucha contra la violencia contra las mujeres y la violencia doméstica, el primer instrumento jurídicamente vinculante en Europa en el campo de la violencia contra la mujer, están obligados por sus disposiciones a garantizar que los actos sexuales no consensuados cometidos contra un cónyuge o pareja son ilegales. La convención entró en vigencia en agosto de 2014. En su informe explicativo (párrafo 219) reconoce la larga tradición de tolerancia, de jure o de facto, de la violación marital y la violencia doméstica:

"Una gran cantidad de los delitos establecidos de conformidad con esta Convención son ofensas típicamente cometidas por miembros de la familia, compañeros íntimos u otras personas en el entorno social inmediato de la víctima. Hay muchos ejemplos de prácticas anteriores en los estados miembros del Consejo de Europa que muestran que se hicieron excepciones al enjuiciamiento de tales casos, ya sea en la ley o en la práctica, si la víctima y el perpetrador estaban, por ejemplo, casados o habían tenido una relación. El ejemplo más destacado es la violación dentro del matrimonio, que durante mucho tiempo no había sido reconocido como violación debido a la relación entre la víctima y el perpetrador ".

### Cambios legales
Entre los primeros países en criminalizar la violación conyugal figuran la Unión Soviética (1922), Polonia (1932), Checoslovaquia (1950), algunos otros miembros del Bloque del Este, Suecia (1965) y Noruega (1971). Eslovenia, entonces una república dentro de la Yugoslavia federal, criminalizó la violación conyugal en 1977. La Corte Suprema de Israel afirmó que la violación conyugal es un delito en una decisión de 1980, citando una ley basada en el Talmud (al menos el siglo VI). La criminalización en Australia comenzó con el estado de Nueva Gales del Sur en 1981, seguido de todos los demás estados desde 1985 hasta 1992. Varios países anteriormente gobernados por los británicos siguieron su ejemplo: Canadá (1983), Nueva Zelanda (1985) e Irlanda (1990).
La violación conyugal fue criminalizada en Austria en 1989 (y en 2004 se convirtió en una ofensa estatal, lo que significa que puede ser procesada por el estado incluso ante la ausencia de una denuncia por parte del cónyuge). En Suiza, la violación conyugal se convirtió en un delito en 1992 (y se convirtió en una ofensa estatal en 2004). En España, el Tribunal Supremo dictaminó en 1992 que el sexo dentro del matrimonio debe ser consensual y que la sexualidad en el matrimonio debe entenderse a la luz del principio de la libertad de tomar sus propias decisiones con respecto a la actividad sexual; al hacerlo, confirmó la condena de un hombre que había sido encontrado culpable de violar a su esposa en un tribunal inferior.